# Dennikowate
Dennikowate (Liparidae) – rodzina morskich ryb skorpenokształtnych (Scorpaeniformes).

## Występowanie
Wody oceaniczne całego świata, od Oceanu Arktycznego po Antarktydę, na różnych głębokościach, nawet do ponad 8000 m. W Bałtyku występuje – w Polsce objęty ścisłą ochroną – dennik (Liparis liparis).

## Cechy charakterystyczne
Wstęgowaty kształt ciała, u większości gatunków bez łusek. Głowa duża, małe oczy. Długie płetwy: grzbietowa i odbytowa, często połączone z płetwą ogonową. Najmniejszy gatunek Paraliparis australis dorasta do 5 cm, a największe Polypera simushirae do ponad 70 cm długości.

## Klasyfikacja
Rodzaje zaliczane do tej rodziny:
Acantholiparis — Aetheliparis – Allocareproctus — Bathyphasma — Careproctus — Crystallias — Crystallichthys — Eknomoliparis — Elassodiscus — Eutelichthys — Genioliparis — Gyrinichthys — Liparis — Lipariscus — Lopholiparis — Menziesichthys – Nectoliparis — Notoliparis — Osteodiscus — Palmoliparis — Paraliparis — Polypera — Praematoliparis — Prognatholiparis — Psednos — Pseudoliparis — Rhinoliparis — Rhodichthys — Squaloliparis — Volodichthys